# Emissão alfa
A emissão alfa , desintegração alfa  ou decaimento alfa  é uma forma de decaimento radioativo  que  ocorre quando um núcleo atômico instável  emite uma partícula alfa transformando-se em outro núcleo atômico com número atômico de duas unidades menor e número de massa 4 unidades menor.
Por exemplo:
{\displaystyle {}^{2}{}_{92}^{38}{\hbox{U}}\;\to \;{}^{2}{}_{90}^{34}{\hbox{Th}}\;+\;{}_{2}^{4}{\hbox{He}},}
que também pode ser escrito assim:
{\displaystyle {}^{238}{\hbox{U}}\;\to \;^{234}{\hbox{Th}}\;+\;\alpha .}
A  partícula alfa é um núcleo de um átomo de hélio.  Portanto, a partícula alfa ou  “raio alfa’’ é um íon de carga 2+ com dois nêutrons e dois prótons, representado por {\displaystyle {}^{4}He^{2+}}.
As partículas alfa apresentam grande poder de ionização devido a sua carga. No entanto, seu poder de penetração é inferior ao da partícula beta, dos raios-X e dos raios gama.Antonio Ferrer Soria
Na altura em que foi descoberta a emissão do rádio 226 (1898), por Marie Curie e Pierre Curie, chamou-se ao fenómeno radioactividade {\displaystyle \alpha } ou emissão {\displaystyle \alpha }. 
Às partículas emitidas deu-se o nome de partículas {\displaystyle \alpha } apenas por ser a primeira letra do alfabeto grego.
Posteriormente, verificou-se que essas partículas eram um núcleo de hélio, formado por 2 protóns e 2 nêutrons. As partículas {\displaystyle \alpha } emitidas apresentam energias bem definidas e podem ser utilizadas para caracterizar o núcleo de onde provêm.